# ラクシュミーナーラーヤン寺院

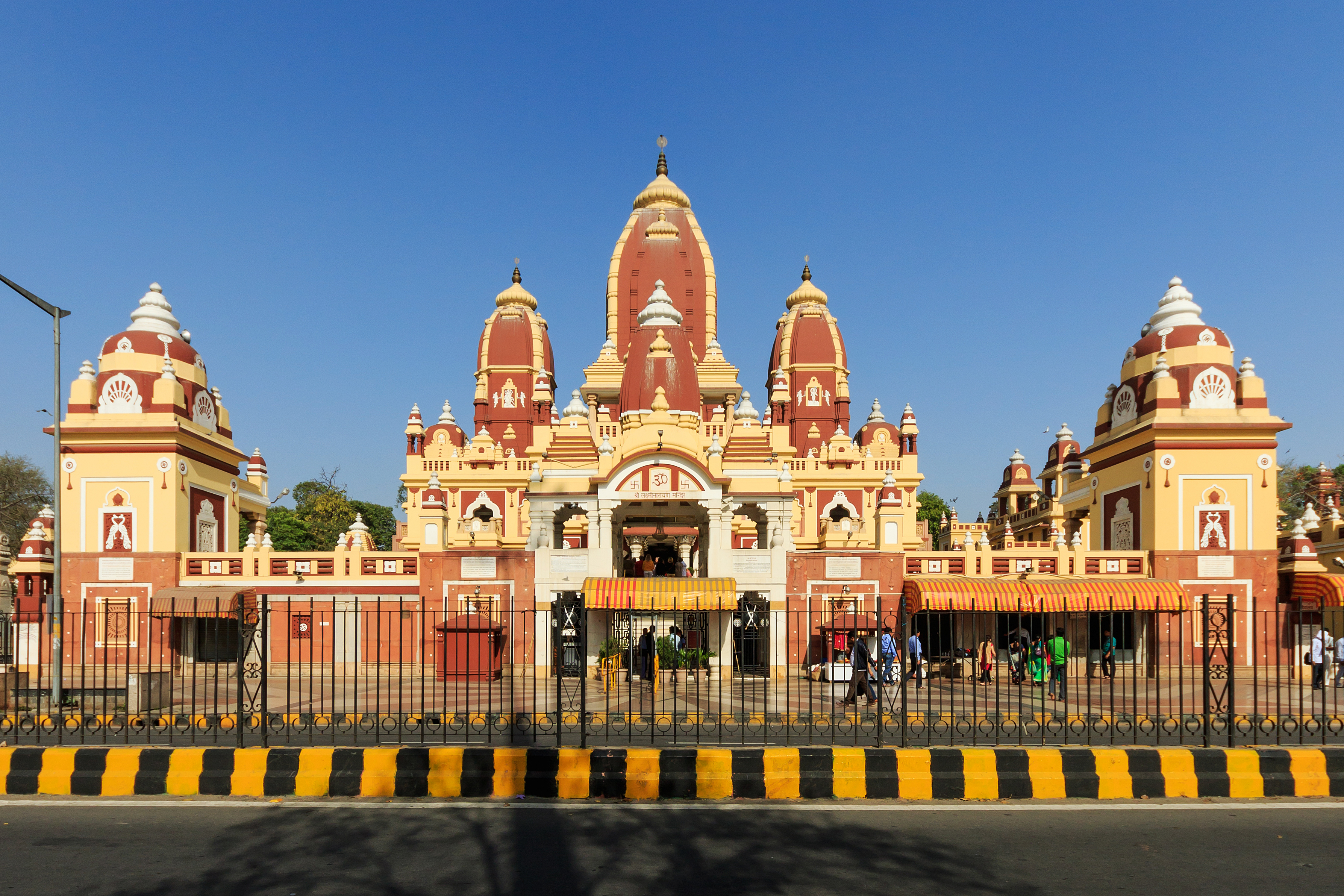
ラクシュミーナーラーヤン寺院

ラクシュミーナーラーヤン寺院（英語: Laxminarayan Temple, ヒンディー語: श्री लक्ष्मीनारायण मन्दिर）あるいはビルラー・マンディルは、インド・デリーにあるヒンドゥー教寺院。ヴィシュヌ神の化身ナーラーヤンと、その妻、美と幸運と繁栄の神ラクシュミーを祭っている。1938年以来、インド有数の大財閥であるビルラー財団によって管理運営されている。